# Allan Cárcamo
Allan Ariel Cárcamo Almendárez (Olanchito, Honduras, 8 de octubre de 1992) es un futbolista hondureño. Juega de defensa y su equipo actual es el Olancho F. C. de la Liga Nacional de Honduras.

## Clubes
| Club                         | País     | Año       |
| ---------------------------- | -------- | --------- |
| C. D. Social Sol             | Honduras | 2012-2017 |
| C. D. Real Sociedad (cesión) | Honduras | 2017      |
| C. D. Social Sol             | Honduras | 2018-2019 |
| C. D. Victoria               | Honduras | 2019-2020 |
| Olancho F. C.                | Honduras | 2021-     |

## Palmarés

### Campeonatos nacionales
| Título                    | Club          | País     | Año  |
| ------------------------- | ------------- | -------- | ---- |
| Torneo Apertura (Ascenso) | Olancho F. C. | Honduras | 2021 |
| Torneo Clausura (Ascenso) | Olancho F. C. | Honduras | 2022 |